# Ekkehard Ier
Ekkehard Ier (ou Eckhard, Eckhart, Ekkehart), né en 910 à Thurgau et mort le 14 janvier 973 à Saint-Gall, fut moine puis écolâtre de l'abbaye de Saint-Gall. Il serait l'auteur d'une épopée le Waltarius, et aurait également écrit sur la vie de sainte Wiborada.